# Bolbelasmus orientalis
Bolbelasmus orientalis es una especie de coleóptero de la familia Geotrupidae.

## Distribución geográfica
Habita en Vladivostok (Rusia).